# Jim Fatima Jobe
Alhaji Jim Fatima Jobe oder Jim Fatma Jobe (* 20. Jahrhundert) ist Seyfo (auch die engl. Bezeichnung Chief ist geläufig) für den gambischen Distrikt Jokadu.
Jobe wurde am 23. Dezember 1985 unter der Regierung Jawara als Seyfo ernannt.
Im Juni 2019 bat er gegenüber dem Ministerium für Land und Regionalregierung (englisch Ministry of Local Government and Lands) aus Altersgründen um seine Entlassung von seinen Pflichten als Seyfo. Er ist zu diesem Zeitpunkt auch der dienstälteste Seyfo in Gambia.

## Auszeichnungen und Ehrungen
- 2011 – Order of the Republic of The Gambia, der Stufe Member (MRG)
- 2016 – July 22nd Revolution Award